# ماینهارد ئی. مایر
ماینهارد ئی. مایر (انگلیسی: Meinhard E. Mayer؛ زاده ۱۹۲۹ درگذشته ۲۰۱۱) ریاضی‌دان و فیزیک‌دان رومانیایی‌تبار اهل آمریکا و پروفسور ریاضی و فیزیک در دانشگاه کالیفرنیا، ارواین بود. تحقیقاتش از کاربست روش‌های جبری در نظریه پیمانه‌ای تا کاربرد آشفتگی در موجکها گسترده بود.